# 本川根テレビ中継局
本川根テレビ中継局（ほんかわねテレビちゅうけいきょく）は、静岡県榛原郡川根本町に置かれているテレビ中継局。

## 中継局概要

### デジタルテレビ放送
| リモコン 番号 | 放送局名            | チャンネル 番号 | 空中線 電力 | ERP   | 偏波面   | 放送対象地域 | 放送区域 内世帯数 | 運用開始日     |
| ------------- | ------------------- | --------------- | ----------- | ----- | -------- | ------------ | ----------------- | -------------- |
| 1             | NHK 静岡総合        | 41              | 300mW       | 1.05W | 水平偏波 | 静岡県       | 約780世帯         | 2009年 8月31日 |
| 2             | NHK 静岡教育        | 37              | 300mW       | 1.05W | 水平偏波 | 全国         | 約780世帯         | 2009年 8月31日 |
| 4             | SDT 静岡第一テレビ  | 47              | 300mW       | 1.05W | 水平偏波 | 静岡県       | 約780世帯         | 2009年 8月31日 |
| 5             | SATV 静岡朝日テレビ | 39              | 300mW       | 1.05W | 水平偏波 | 静岡県       | 約780世帯         | 2009年 8月31日 |
| 6             | SBS 静岡放送        | 48              | 300mW       | 1.05W | 水平偏波 | 静岡県       | 約780世帯         | 2009年 8月31日 |
| 8             | SUT テレビ静岡      | 43              | 300mW       | 1.05W | 水平偏波 | 静岡県       | 約780世帯         | 2009年 8月31日 |

- 所在地： 榛原郡川根本町東藤川（小長井裏山）[1][3][4]
- 放送区域： 榛原郡川根本町の一部[3][4]
- 2009年7月17日に予備免許が交付され[3]、7月21日に試験放送を開始。8月28日に本免許が交付され[4]、8月31日に本放送が開始された[1][2]。

### アナログテレビ放送
| チャンネル 番号 | 放送局名            | 空中線 電力       | ERP                  | 偏波面   | 放送対象地域 | 放送区域 内世帯数 | 運用開始日      |
| --------------- | ------------------- | ----------------- | -------------------- | -------- | ------------ | ----------------- | --------------- |
| 1               | NHK 静岡総合        | 映像1W/ 音声250mW | 映像1.85W/ 音声470mW | 垂直偏波 | 静岡県       | -                 | 1965年 12月24日 |
| 3               | NHK 静岡教育        | 映像1W/ 音声250mW | 映像1.9W/ 音声480mW  | 垂直偏波 | 全国         | -                 | 1965年 12月24日 |
| 5               | SBS 静岡放送        | 映像1W/ 音声250mW | 映像2W/ 音声500mW    | 垂直偏波 | 静岡県       | -                 | 1965年 12月24日 |
| 56              | SUT テレビ静岡      | 映像3W/ 音声750mW | 映像12W/ 音声3.1W    | 水平偏波 | 静岡県       | -                 | 1981年 11月28日 |
| 60              | SATV 静岡朝日テレビ | 映像3W/ 音声750mW | 映像11W/ 音声2.7W    | 水平偏波 | 静岡県       | -                 | 1986年 8月29日  |
| 62              | SDT 静岡第一テレビ  | 映像3W/ 音声750mW | 映像11W/ 音声2.7W    | 水平偏波 | 静岡県       | -                 | 1986年 8月29日  |

- 所在地： デジタルテレビ放送に同じ
- 2011年7月24日をもってすべて廃止された。